# جاك ستامب
جاك ستامب (بالإنجليزية: Jack Stamp)‏ هو عالم موسيقى وملحن أمريكي، ولد في 5 مارس 1954 في واشنطن العاصمة في الولايات المتحدة.

## وصلات خارجية
- الموقع الرسمي
- جاك ستامب على موقع ميوزك برينز (الإنجليزية)
- جاك ستامب على موقع أول ميوزيك (الإنجليزية)
- جاك ستامب على موقع ديسكوغز (الإنجليزية)